# 卡查波阿爾省

卡查波阿爾省（西班牙語：Provincia de Cachapoal）是智利的54個省份之一，位於該國中部，由瓦爾帕萊索大區負責管轄，首府設於蘭卡瓜，面積7,384平方公里，2002年人口542,901，人口密度每平方公里73.5人。

## 外部連結
- （西班牙文） Gobernación de Cachapoal（页面存档备份，存于）